# Tallarín saltado
El tallarín saltado es un plato típico de la gastronomía peruana, propio de la cocina chifa.  Es la versión local peruana del plato chino conocido internacionalmente como  chow mein.
El nombre del plato proviene de la técnica conocida como «saltear», en la cual se fríe la comida a fuego fuerte y en pequeños trozos. Para elaborar este plato se saltean una porción de tallarines cocidos, verduras y porciones de carne al gusto. La sazón o aderezo proviene del sillao, el aceite de sésamo y las especias chinas.
Cuando el tallarín saltado se combina con arroz chaufa en un solo plato servido de forma generosa se le denomina «aeropuerto».